# HD 88206
HD 88206 är en ensam stjärna belägen i den mellersta delen av stjärnbilden Seglet och som också har Bayer-beteckningen Q Velorum. Den har en skenbar magnitud av ca 4,85 och är svagt synlig för blotta ögat där ljusföroreningar ej förekommer. Baserat på parallax enligt Gaia Data Release 2 på ca 2,7 mas, beräknas den befinna sig på ett avstånd på ca 1 220 ljusår (ca 370 parsek) från solen. Den rör sig bort från solen med en heliocentrisk radialhastighet på ca 14 km/s. Även om den är en ung stjärna och belägen i omedelbar närhet av föreningen Scorpius-Centaurus, är det mest sannolikt att den ej ingår i denna.

## Egenskaper
HD 88206 är en blå till vit underjättestjärna av spektralklass B3 III/IV på väg att utvecklas till en jättestjärna. Den har en massa som är ca 9 solmassor, en radie som är ca 4,5 solradier och har ca 9 580 gånger solens utstrålning av energi från dess fotosfär vid en effektiv temperatur av ca 17 900 K.